# Fallschule
Als Fallschule, Falltechnik und – in japanischen Kampf-Disziplinen – Ukemi (jap. 受け身) werden verschiedene Arten des Fallens bezeichnet, bei denen der Fallende möglichst wenig bis keinen Schaden nimmt.
Ziel der Einübung der Fallschule ist, einen sicheren und kontrollierten Übergang vom Stand zum Boden (und ggf. direkt wieder in den Stand) zu gewährleisten. Die eingeübte Falltechnik soll im Fall der Fälle (beim Stolpern, einem Schubs-Angriff etc.) reflexartig ausgeführt werden, um eine zeitliche Verzögerung – durch aktives Nachdenken – zu minimieren und dadurch unverletzt und kampffähig zu bleiben. Die Fallschule ist ein wichtiger Bestandteil vieler Kampfsportarten und Kampfkünste wie z. B. der Budo-Disziplinen Judo, Jiu Jitsu, und Aikido oder bspw. dem Wrestling.

## Allgemeines
Die wichtigsten Bestandteile der Fallschule zum Schutz empfindlicher Körperstellen, wie Kopf und Wirbelsäule, sind
1. das Umleiten der Fallenergie über den rundgebeugten und angespannten Körper, und
2. das Abschlagen mit der offenen Hand und dem Unterarm, zum Umleiten der Aufschlagsenergie und zur Verringerung der Fallgeschwindigkeit.

Für alle Fallarten gilt prinzipiell folgendes:
- Der Kopf sollte immer mit dem Kinn auf die Brust gedrückt werden, um die Belastung von der Halswirbelsäule zu nehmen und den Kopf vor dem Aufschlag zu schützen.
- Es sollte niemals vollkommen senkrecht zur Längsachse des Körpers auf dem Rücken abgerollt werden, sondern immer schräg dazu. Dies führt zu einer Entlastung der Wirbelsäule, da diese nicht vollständig den Boden berührt, sondern beim Abrollen nur einmal gekreuzt wird.
- Das Abschlagen muss zu dem Zeitpunkt erfolgen, in dem der fallende Körper der maximalen Energieeinwirkung ausgesetzt wäre. Durch das Abschlagen verringert sich die Fallgeschwindigkeit und vergrößert sich die Aufschlagfläche. Dadurch wird die Energie besser verteilt und die Einzelbereiche der auftreffenden Gesamtfläche werden entlastet. Eine weitere Interpretation ist, dass durch das Abschlagen der Körper angespannt wird und dies eine bessere Aufnahme des Falls bewirkt.
  - Anzumerken ist, dass es unterschiedliche Ausführungen beim Abschlagen gibt. So wird im Aikido nur in „Notfällen“ abgeschlagen, wodurch sich die Aikido-Fallschule z. B. enorm von der Judo-Fallschule – bei der ein lautes, hartes Abschlagen erwünscht ist – unterscheidet.
- Ein häufiger Anfängerfehler ist das Abstützen der Arme während des Falls. Eine Reflexreaktion, die unbedingt vermieden werden muss, da sie zu recht schweren Bänder- und Knochenverletzungen in Arm und Schulter führen kann.
- Ein tiefes Ausatmen ist beim Auftreffen von großer Wichtigkeit, da erstens eine geleerte Lunge weniger verletzungs- und schlagempfindlich auf ein hartes Auftreffen reagiert und zweitens das Ausatmen das Runden des Rückens, das Senken des Kopfes auf die Brust und die notwendige Muskelanspannung im Auftreffen auf dem Boden unterstützt.

## Vorwärts fallen

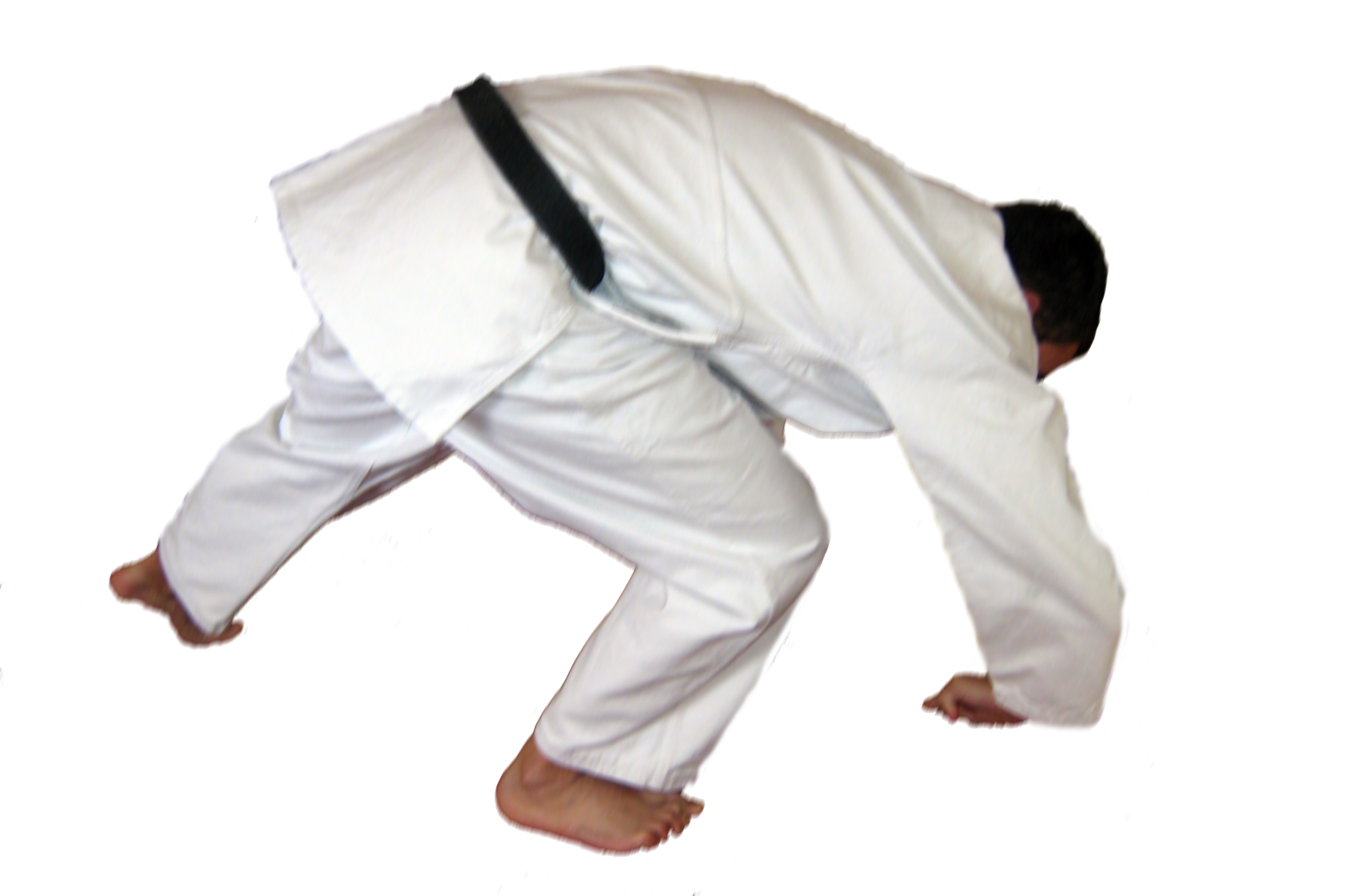
Ein Budōka setzt eine rechte Vorwärtsrolle (Mae Ukemi) an.

Das Fallen nach vorne – in japanischen Kampf-Disziplinen Mae-Ukemi (jap. 前受身) – erfolgt schräg zur Längsachse des Körpers und folglich nicht über den Kopf, im Gegensatz zur Rolle beim klassischen Turnen. Hier führt ein Arm den Fall an und die Fallachse wird von dem Arm über der Schulter quer über den Rücken geleitet. Hier existieren Varianten, die sich v. a. im Verhalten nach dem eigentlichen Fall und dem Vorwärtsrollen äußern:
- Fallen mit Liegenbleiben in Rückenlage: Hierbei schlägt der Arm gegenüber dem Führarm ab, um den Fall zu stoppen – vielfach beim Judo zu beobachten.
- Fallen mit Aufstehen: Die umgeleitete Fallenergie wird im Fluss gehalten und zum direkten Aufstehen genutzt – vor allem beim Aikido zu beobachten, findet aber auch im Judo Anwendung.
- Fallen und zurück zur Kampfbereitschaft: Nach dem Aufstehen wird der Körper mit einem Rundschritt (Tai Sabaki) gedreht und steht nun entgegengesetzt der ursprünglichen Fallrichtung, um einen möglichen Folgeangriff abzuwehren – bspw. beim Jiu Jitsu zu beobachten.

Als weitere Variante existiert der so genannte „freie Fall“. Hierbei wird von einer Situation ausgegangen, in der sich der Fallende nicht mit den Armen behelfen kann, z. B. weil diese vom Werfenden festgehalten werden. Die Drehbewegung muss in der Luft ausgeführt werden; die Landung erfolgt wie bei der normalen Vorwärtsrolle; wird jedoch meist ohne anschließendes Aufstehen gelehrt. Bei der Landung wird in allen Kampfsportarten stark abgeschlagen, um das Verletzungsrisiko zu minimieren.

## Rückwärts fallen

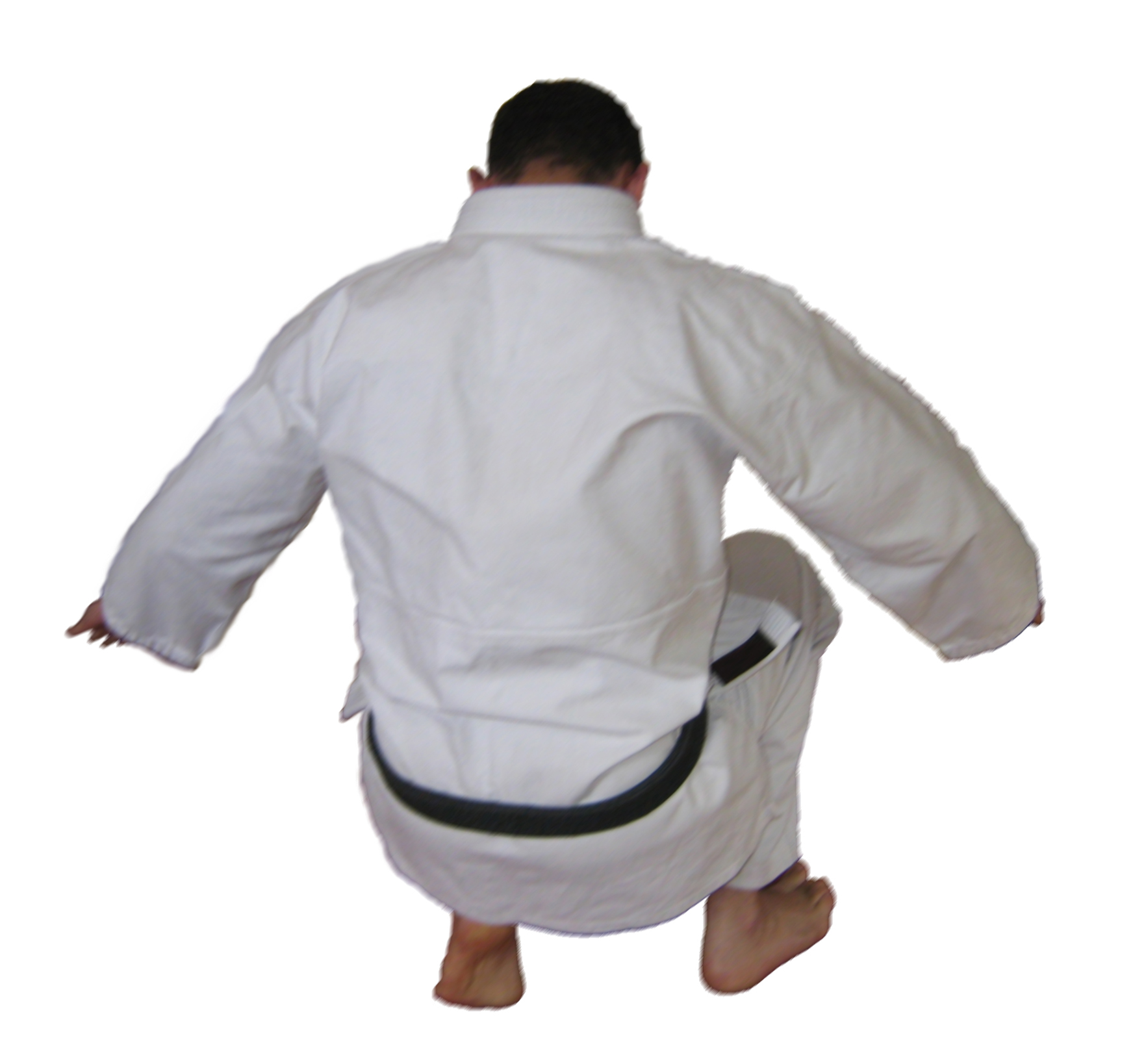
Ein Budōka ist dabei nach hinten zu fallen und abzuschlagen – Rückwärtsrolle (Ushiro Ukemi).

Beim Fallen nach hinten – in japanischen Kampf-Disziplinen Ushiro-Ukemi (jap. 後ろ受身) bezeichnet – ist es besonders wichtig, den Kopf vor dem Aufprall zu schützen („das Kinn auf die Brust zu nehmen“). Dieser ist durch den geraden Fall nach hinten und den Peitscheneffekt des Körpers besonders gefährdet.
Vor dem Aufprall werden beide Arme nach hinten genommen und fangen den Fall mit dem Abschlagen – vor dem Aufkommen des Oberkörpers – ab. Es folgt das
- Fallen mit Liegenbleiben in Rückenlage: Hierbei schlagen beide Arme fest ab und der Fallende bleibt liegen – bspw. beim Judo.
- Fallen mit anschließendem Rückwärtsrollen und Aufstehen in die Kampfbereitschaft: Alternativ können beim Sturz nach hinten nach dem Abschlagen (s. o.) der Kopf zur Seite abgewinkelt, die Beine in Richtung Kopf gehoben werden und mit den Armen vom Boden weg zum direkten Aufstehen genutzt werden – wie beim Jiu Jitsu zu beobachten.
- Fallen mit weicher Rolle und Aufstehen in die Kampfbereitschaft: Ein Bein wird nach hinten gesetzt und eingeknickt, so dass die Rolle direkt quer über den Rücken erfolgen kann. Dabei wird der Kopf leicht zur Seite gelegt und mit dem Arm, über den die Rolle endet, geschützt – wie z. B. im Aikido üblich[1].

## Seitwärts fallen

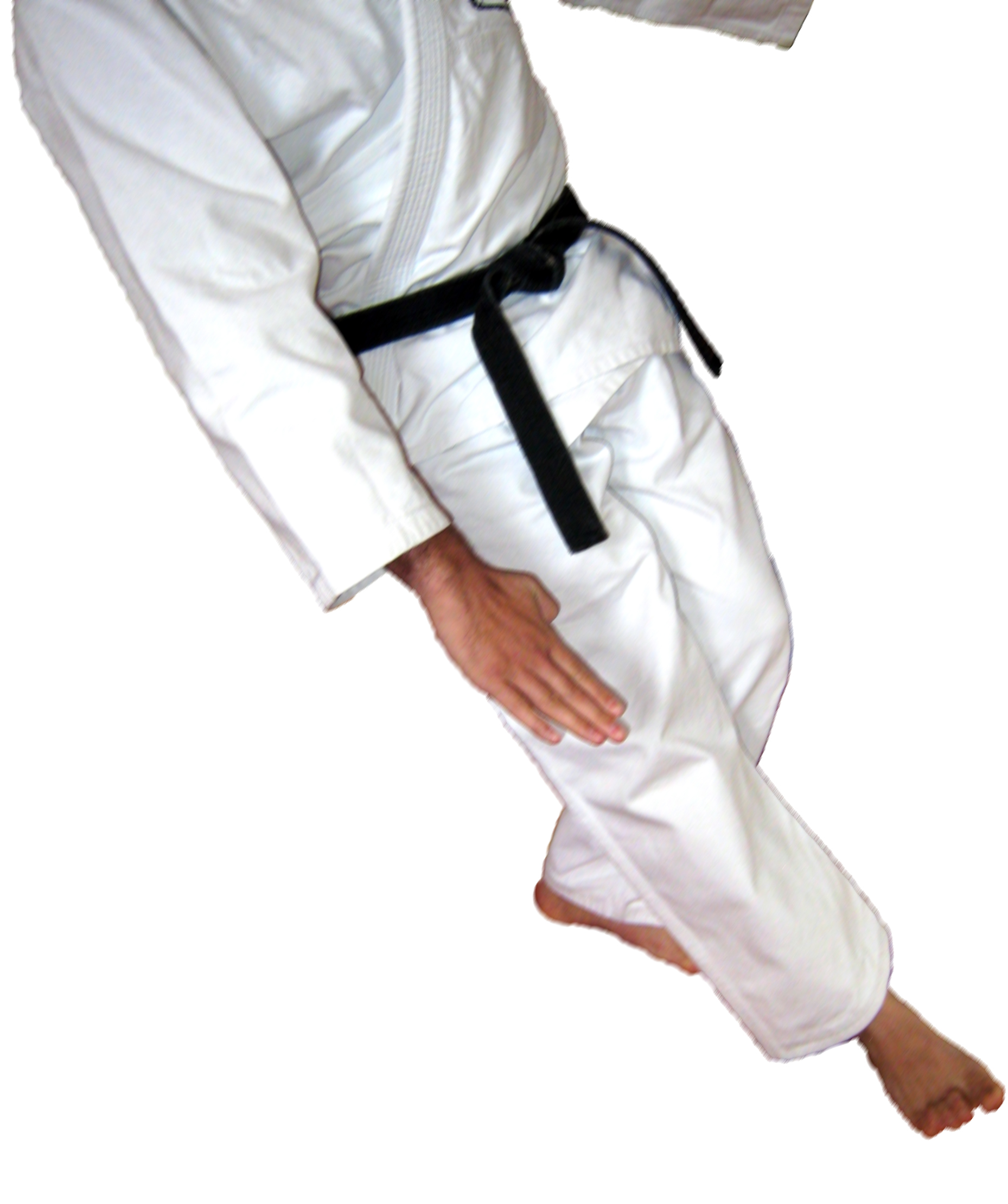
Ein Budōka setzt zum Fall auf die Seite (Yoko Ukemi) an.

Seitwärtsfallen – in japanischen Kampf-Disziplinen Yoko-Ukemi (jap. 横受身) genannt – wird verwendet, um Techniken abzufangen, die einseitig das Gleichgewicht brechen, bspw. ein Bein wegziehen. Beim Fallen wird das Bein der Fallseite weggeschoben und der Arm in Fallrichtung schlägt so früh wie möglich ab. Zu beachten ist wieder die Gefährdung des Kopfes und auch ein möglicher Ellbogengelenk-Bruch, falls der Abschlag-Arm nicht gestreckt wird (häufiger Anfängerfehler). Nachfolgend ist das
- Fallen mit Liegenbleiben in Seitenlage: Hierbei schlägt ein Arm fest ab und der Fallende bleibt liegen – bspw. beim Judo.
- Fallen mit Seitwärtsrolle und Aufstehen in die Kampfbereitschaft: Nach dem Abschlagen wird der Kopf zur Seite abgewinkelt, die Beine in Richtung Kopf gehoben und die Fallenergie mit dem Druck des Abschlagarmes vom Boden zum direkten Aufstehen genutzt – wie z. B. beim Jiu Jitsu zu beobachten.